# Кох, Вернер
Вернер Кох (нем. Werner Koch; родился 11 июля 1961) — немецкий разработчик СПО, наиболее известный как автор GnuPG (GNU Privacy Guard или GPG).
GnuPG используется журналистами и специалистами по безопасности, а также Эдвард Сноуден использовал его для шифрования секретных документов АНБ США, которые он впоследствии представил общественности.

## Жизнь и работа
Кох живет в Эркрате, недалеко от Дюссельдорфа в Германии. Он начал писать GnuPG в 1997, вдохновленный выступлением Ричарда Столлмана, который просил кого-нибудь написать замену PGP Филиппа Циммерманна, связанную экспортными ограничениями США. Первый выпуск GnuPG состоялся в 1999 году и позже стал основой для большинства популярных программ шифрования: GPGTools, Enigmail и коховской Gpg4win для пользователей Microsoft Windows.
В 1999 году Кох через немецкий Unix User Group, куда он входил в состав совета, получил грант в размере 318 000 марок (около $170 000 США) от Федерального министерства экономики и технологий Германии, на доработку совместимости GnuPG с Microsoft Windows. В 2005 году он получил контракт от правительства Германии на поддержку развития S/MIME.
Несмотря на популярность GnuPG, Кох старался изо всех сил, чтобы выжить в финансовом плане, зарабатывая около $ 25 000 США в год с 2001 года. В начале 2013 года Кох уже планировал прекратить разработку GnuPG и перейти на высокооплачиваемую работу программиста, но утечка документов, предоставленых Сноуденом, вскрыла высокий уровень наблюдения АНБ, и Кох посчитал, что «сейчас не время останавливаться», и продолжил разработку.
В конце 2014 году Кох в интервью изданию «ProPublica» рассказал про плачевную ситуацию с финансированием разработки GnuPG. Вернер также пожаловался, что деньги заканчиваются и с учётом необходимости содержать неработающую жену и 8-летнюю дочь, он находится на грани разорения.
Добровольцы сразу же стали высылать деньги на проект GnuPG, Кох получил $137 000 США в виде пожертвований от общественности, а Facebook и Stripe обязались ежегодно жертвовать $50 000 США на развитие GnuPG. В начале 2015 года Кох также получил одноразовый грант в размере $60 000 США от Core Infrastructure Initiative, дочерней организации Linux Foundation.
На полученные средства Кох дополнительно решил нанять на полный рабочий день программиста, который поможет Вернеру реализовать запланированные для будущего выпуска GnuPG улучшения. По состоянию на июль 2016 года работа над GnuPG продолжается.

## Интересные факты
- Вернер Кох увлекается радиолюбительством (позывной DD9JN)[8][9][10].